# Гвоздьовський Федір Олексійович
Федір Олексійович Гвоздьовський (рос. Фёдор Алексеевич Гвоздёвский, 1901 - 1962) - радянський інженер шляхів сполучення, генерал-майор, двічі лауреат Сталінської премії.
Уродженець м.Калач Воронезької області, росіянин, партстаж з 1918 р, чекстаж з 1939 р, освіта - вища (Московський інститут інженерів транспорту в 1932 р);

## Посади
- з 1 серпня 1938 - начальник БАМтранспроекта НКПС (м.Москва);
- з 5 квітня 1939 - заст. начальника управління залізничного будівництва НКВС на Далекому Сході і начальник БАМпроекта УЖДС НКВД (м.Москва);
- з 14 січня 1940 - начальник БАМпроекта і заст. начальника ГУЛЖДС НКВС СРСР;
- з 31 липня 1941 - начальник 13 будуправління Главгідробуду НКВС СРСР (м Валдай);
- з 25 січня 1942 - начальник управління будівництва залізниці «Сталінград - Саратов» НКВД;
- з 10 вересня 1942 - начальник Приволзького ВТТ та будівництва залізниці «Сталінград - Саратов» НКВД;
- з 12 квітня 1943 - начальник Желдорпроект ГУЛЖДС НКВС СРСР (м.Москва); з 26 травня 1943 - начальник ВТТ та будівництва № 500 НКВД (м. Комсомольськ - Совєтська Гавань);
- з 13 січня 1947 - начальник будівництва залізниці Тайшет - Братськ- Усть-Кут;
- з 10 вересня 1947 - начальник ВТТ та будівництва № 505 МВС (Наушки - Улан-Батор);
- з 5 серпня 1948 - начальник ГУЛЖДС МВС СРСР;
- з 21 серпня 1951 - 1-й заст. начальника Головпромбуду МВС СРСР;
- з 21 листопада 1951 - начальник Головпромбуду МВС СРСР;
- з 11 липня 1952 - 1-й заст. начальника Головпромбуду МВС СРСР;
- з 26 квітня 1955 - начальник 2 головного управління МСМ СРСР;
- з 8 серпня 1957 - на пенсії.

## Спецзвання
- з 18 лютого 1943 - інженер-полковник; з 17 листопада 1944 - генерал-майор інженерно-технічної служби.

## Нагороди
- орден Трудового Червоного Прапора (20 липня 1940);
- орден Леніна (16 вересня 1943);
- орден Трудового Червоного Прапора (22 серпня 1951);
- орден Трудового Червоного Прапора (4 січня 1954, за будівництво об'єктів атомної промисловості).